# Rebellen am Ball
Rebellen am Ball (Originaltitel: Les rebelles du foot) ist eine Filmdokumentation, die vom ehemaligen französischen Profifußballer Éric Cantona erzählt wird. 2012 wurde sie bei Arte ausgestrahlt.

## Inhalt
Cantona beschreibt entscheidende Lebenssituationen verschiedener Fußballer, die in schwierigen Situationen Charakterstärke bewiesen und politischen und sozialen Einfluss genommen haben.

### Didier Drogba
Didier Drogba, Star der ivorischen Nationalmannschaft nutzte die Begeisterung der Ivorer über die Qualifikation der Elfenbeinküste für die Fußball-Weltmeisterschaft 2006 in Deutschland, um in seinem Land politischen Einfluss zu nehmen. Er rief die im ivorischen Bürgerkrieg verfeindeten Volksgruppen zur Versöhnung auf, was zum Teil auch gelang. Ein zusätzliches Freundschaftsspiel in der Hauptstadt der Rebellen trug zu einem späteren Waffenstillstand und der Abgabe von Waffen bei.

### Carlos Caszely
Der Chilene Carlos Caszely verweigerte dem Diktator Augusto Pinochet den Handschlag, wofür sich der Staat an ihm rächte. Während einer Auslandsreise wurde seine Mutter festgenommen und gefoltert. Unter anderem wurde ihre Brust verbrannt. Ein Mitglied einer ehemals verbotenen Gewerkschaft beschreibt die entsetzlichen Gräueltaten des Regimes und das berüchtigte Nationalstadion in Santiago de Chile, welches von Pinochets Regierung als Konzentrationslager umfunktioniert wurde, und stellt die Frage, wie die FIFA dieses Stadion später für Qualifikationsspiele ansetzen konnte.

### Rachid Mekhloufi
Das nächste Kapitel beschreibt die Geschichte des Algeriers Rachid Mekhloufis, der 1958 nach bereits vier Spielen für die Französische Fußballnationalmannschaft mit anderen Widerstandskämpfer die Auswahl der algerischen Unabhängigkeitsbewegung FLN gründete. Mekhloufi hatte als Kind das Massaker von Sétif miterlebt, hatte aber erst später ein politisches Bewusstsein entwickelt. Diese Mannschaft betrieb Werbung im Ausland für die Unabhängigkeitsbewegung der Algerier. 1962 wurde dieses Ziel erreicht und sein Heimatland wurde nach den Verträgen von Évian souverän. Die FIFA hatte versucht, die Mannschaft zu bekämpfen und Mannschaften, die gegen die Auswahl spielten, schwere Strafen angedroht.

### Predrag Pašić
Predrag Pašić ist ein früherer jugoslawischer Nationalspieler. Um den Hass der Volksgruppen untereinander zu mindern, gründete er im umkämpften und zerbombten Sarajevo eine multi-ethnische Kinderfußballschule, mit Hilfe derer die Kinder Vorurteile und Kriegstraumata überwinden sollten. Pašić, der selbst der Volksgruppe der Serben angehört, blieb selbst dann in Sarajevo, als die meisten anderen Serben aus der Stadt bzw. aus Bosnien flüchteten.

### Sócrates
Der Brasilianer Sócrates war in den 1980er Jahren Superstar seines Landes, das zu jener Zeit noch von einer Militärdiktatur beherrscht wurde. Sócrates, außer Profifußballer auch Intellektueller und Arzt – der aufgrund seines Medizinstudiums die Fußball-Weltmeisterschaft 1978 verpasste – war einer der Initiatoren der sogenannten Demokratie von Corinthians bei seinem Klub Corinthians São Paulo. Diese Bewegung lebte zuerst innerhalb des Vereins eine basisdemokratische Entscheidungskultur vor, was bereits als Provokation der Militärmachthaber galt, aber bei anderen Fußballprofis und vor allem bei der Bevölkerung viel Bewunderung hervorrief. Der Klub bekam als Motto „Siegen oder verlieren, aber immer mit Demokratie“ und die demokratischen Aktivisten bewirkten, dass sich immer mehr Menschen im Lande nicht konkret gegen die Militärdiktatur stellten, sondern für mehr Demokratie engagierten. Bei einer der nächsten Wahlen rief sein Team auf den Spielertrikots nicht für einen Kandidaten, sondern zum Wählen auf. Dies führte mit dazu, dass fast alle Vertreter der Diktatur nicht gewählt bzw. abgewählt wurden. Sócrates kündigte 1984 öffentlich an, nicht ins Ausland zu wechseln, wenn eine Verfassungsänderung für eine freie und direkte Präsidentenwahl durchs Parlament bestätigt würde, was nicht geschah. Sócrates wechselte nach Italien, aber 1985 gab es freie Parlamentswahlen, womit das Ende der Militärdiktatur besiegelt war.

## Kritik
Die Süddeutsche Zeitung lobte die Dokumentation als packend. Cantona sei nicht nur der Richtige, diese Dokumentation zu erzählen, sondern er nehme seine Zuschauer auch auf eine Zeitreise mit.